# Daniel Kästner
Daniel Kästner, magyarosan: Kästner János Dániel (Nagyszeben, 1790. január 30. – 1867. március 6.) evangélikus lelkész, Viktor Kästner édesapja.

## Élete
A gimnáziumot 1813-ban szülővárosában végezte el; azután a jenai egyetemen tanult 1814. július 24-től 1816-ig. Hazaérkeztekor (1816) második könyvtárnok lett a Bruckenthal múzeumban; 1819. február 25-től a homiletika tanára a nagyszebeni gimnáziumban, 1826. november 4-én lelkész Kercben, 1849 júniusában Szászújfaluban.

## Munkája
- De scriptoribus rerumTranssylvanicarum Saxonicis dissertatio. historiae civilis fascicul. II. Cibinii, 1819